# Cordelia Bay
Die Cordelia Bay ist eine kleine Bucht nördlich des Nattriss Point an der Ostküste von Saunders Island im Archipel der Südlichen Sandwichinseln.
Wissenschaftler der britischen Discovery Investigations kartierten die Bucht im Jahr 1930. Namensgeberin ist Cordelia A. Carey, Tochter von Commander William Melvin Carey (1887–unbekannt), Kapitän der RRS Discovery II.